# سیان الیاس
دام سایان سربوهی ایلایاس» (انگلیسی: Dame Sian Seerpoohi Elias؛ زادهٔ ۱۳ مارس ۱۹۴۹) یک سیاست‌مدار ارمنی‌تبار اهل نیوزیلند و اولین قاضی زن دادگاه عالی و وکیل پادشاهی نیوزلند است . وی می تواند وظایف فرماندار کل کشور (که توسط ملکه الیزابت دوم منصوب می شود) را در صورتی بیماری یا غیبت انجام دهد.